# Bernard Špacapan
Bernard Špacapan (tudi Bernard Spazzapan), italijanski zdravnik psihiater in kulturni delavec slovenskega rodu, * 7. avgust 1949, Buenos Aires.

## Življenje in delo
Rodil se je na Avellendi v Buenos Airesu v slovenski družini Bogomirju in Angelci Špacapan rojeni Hladnik. Osnovno šolo je obiskoval v Lanús Oeste, nižjo gimnazijo v Baragovem misijonu v Slovenski vasi pri Buenos Airesu, slovensko klasično gimnazijo in licej pa v letih 1963−1968 v Gorici, kamor se je družina vrnila iz Argentine. Nato je na Univerzi v Trstu študiral medicino in leta 1974 diplomiral. Specializacijo iz psihiatrije je opravil v Trstu 1980, podiplomski študij iz alkohologije v Zagrebu (1981) in iz sanitarne sociologije v Bologni (1986). V letih 1977−1979 je kot zdravnik prostovoljec delal v Ugandi. Leta 1983 je v goriški bolnišnici prevzel vodenje službe za zdravljenje alkoholikov in zasvojencev s psihoaktivnimi drogami.
Po vrnitvi družine v Gorico leta 1963 se je tu aktivno vključil v slovenske katoliške organizacije. Bil je voditelj slovenske skavtske organizacije od ustanovitve 1965 do 1977. Vrsto let je  urejal skavtsko glasilo Planika in vanj pisal. V času študija na univerzi je bil član odbora sveta Slovenskega katoliškega akademskega društva Gorica, nato predsednik odbora Katoliškega doma v Gorici; od 1984-1987 je bil kot predstavnik SSk predsednik upravnega odbora GMD in od 1. zvezka sodelavec PSBL. Leta 1982 je postal predsednik Društva za socialna vprašanja »Anton Gregorčič«, leta 1987 pa predsednik Gospodarske zadruge »Osojnik« ter član Katoliškega tiskovnega društva Gorica.